# Goslarite
La goslarite è un minerale, un solfato eptaidrato di zinco, appartenente al gruppo dell'epsomite.
Il nome deriva dalla località di Goslar, nella Bassa Sassonia.
Descritta per la prima volta da Wilhelm Karl von Haidinger (1795 - 1871), geologo e mineralogista austriaco, nel 1845.

## Abito cristallino
I cristalli hanno forma aciculare.

## Origine e giacitura
Ha origine secondaria, è un prodotto di alterazione della blenda ed è rinvenibile sulle pareti delle gallerie. ha paragenesi con melanterite, epsomite, pickeringite e gesso.

## Forma in cui si presenta in natura
Si presenta in incrostazioni delle pareti in miniera, in efflorescenze, in aggregati polverulenti, fibrosi o granulari e anche in stalattiti.

## Caratteri fisico-chimici
Si disidrata all'aria; è solubile in acqua ed ha sapore astringente. Per le alterazioni che subisce all'ambiente è sempre consigliabile conservarla in contenitori stagni o plastiche sottovuoto.

## Varietà
Le varietà ferrifere, manganesifere e cuprifere di questo minerale assumono colorazioni rispettivamente verdastre, brunastre e bluastre.

## Località di ritrovamento
A Rammelsberg, presso Goslar, nella Bassa Sassonia; ad Altenberg ed a Friburgo, sempre in Germania; a Falun, in Svezia; ad Almagrera, in Spagna e a Saint-Bel, in Francia.
In Italia si trova nella miniera di Raibl, nella località di Cave di Predil, nel comune di Tarvisio, in provincia di Udine; e nella miniera Sa Duchessa, nel comune di Domusnovas, in provincia di Cagliari. In aghetti molto fini si trova anche a Poggio Bindo, nel comune di Massa Marittima, in provincia di Grosseto.